# Mira Marincaș
Mira Marincaș (Szatmárnémeti, 1984. július 1. – ) erdélyi fotóművész, képzőművész, egyetemi oktató.

## Életpályája
Szatmárnémetiben érettségizett az Aurel Popp Művészeti Líceumban 2003-ban. 
A kolozsvári Képzőművészeti és Formatervezési Egyetem fotó-, videó és számítógépes képfeldolgozás szakát végezte 2007-ben. Ugyanott mesterképzésben vett részt grafika szakon 2007 és 2009 között, majd 2014-ben doktori címet szerzett Radu Solovăstru irányításával. 2011-től dolgozik a Sapientia Erdélyi Magyar Tudományegyetemen, eleinte óraadóként, majd 2015-től  adjunktusként.

## Munkássága
Fekete-fehér és színes, analóg és digitális fotográfiákat készít, valamint kézműves technikákkal készült műtárgyakat is. Számos egyéni és csoportos kiállítása volt. Egyetemi oktatóként, a tanítás mellett, tudományos cikkeket közöl, konferenciákon vesz részt. Szak- és kutatási területe: fotótörténet, fotótechnikák, analóg és digitális fotográfia.
2022-ben jelent meg Mea fascia című román és magyar nyelvű vers- és fotóalbuma.

### Egyéni nemzetközi kiállítások (válogatás)
- 2022 Különös dolgok kertje, fényképkiállítás, Ars Sacra Claudiopolitana, Kolozsvár
- 2017 aReális, fényképkiállítás, Békéscsaba, Magyarország
- 2014 Világunk, fényképkiállítás, Balatonőszöd, Magyarország
- 2013 Feel-In, fényképkiállítás, Békescsaba, Magyarország
- 2008 Maramureş, fényképkiállítás, Neubrandenburg, Németország

### Egyéni országos kiállítások (válogatás)
- 2017 Miragrame, Wincom Galéria, Kolozsvár
- 2016 Walk from Under, Kolozsvári Rádió
- 2015 Mirador, Művészeti Múzeum Szatmárnémeti
- 2014  Altered Cycle, Mátyás-ház, Kolozsvár
- 2012 Sugestie și iluzie, Reményik Sándor Galéria, Kolozsvár
- 2011 Ilizibil, Visual Kontakt Galéria, Nagyvárad

  Orange Acces, Nagyvárad
- 2010 RoadConform, Ioan Sima Művészeti Múzeum, Zilah

  Ilizibil, digital error, Book Corner, Kolozsvár
  Ante/post/real Arheologii mnemonice, Humanitas Galéria, Kolozsvár
  Orange Acces,  ArtInterior Galéria, Kolozsvár

## Tagság
- Art in Situ nemzetközi művészeti egyesület[4]
- Romániai Képzőművészek Szövetsége (UAP)
- Barabás Miklós Céh, Kolozsvár
- Erdélyi Audiovizuális Archívum, Kolozsvár[5]

## Díjak
- 2010  Kiválóság a fotózásban, Nagyszebeni Gong Színház, Nemzetközi Gyermek- és Ifjúsági Színházi Fesztivál
- 2006 Kampány a nemek közötti esélyegyenlőségért: grafikai tervezés, második díj, Artemis Egyesület, Kolozsvár